# Калинина, Марина Валерьевна

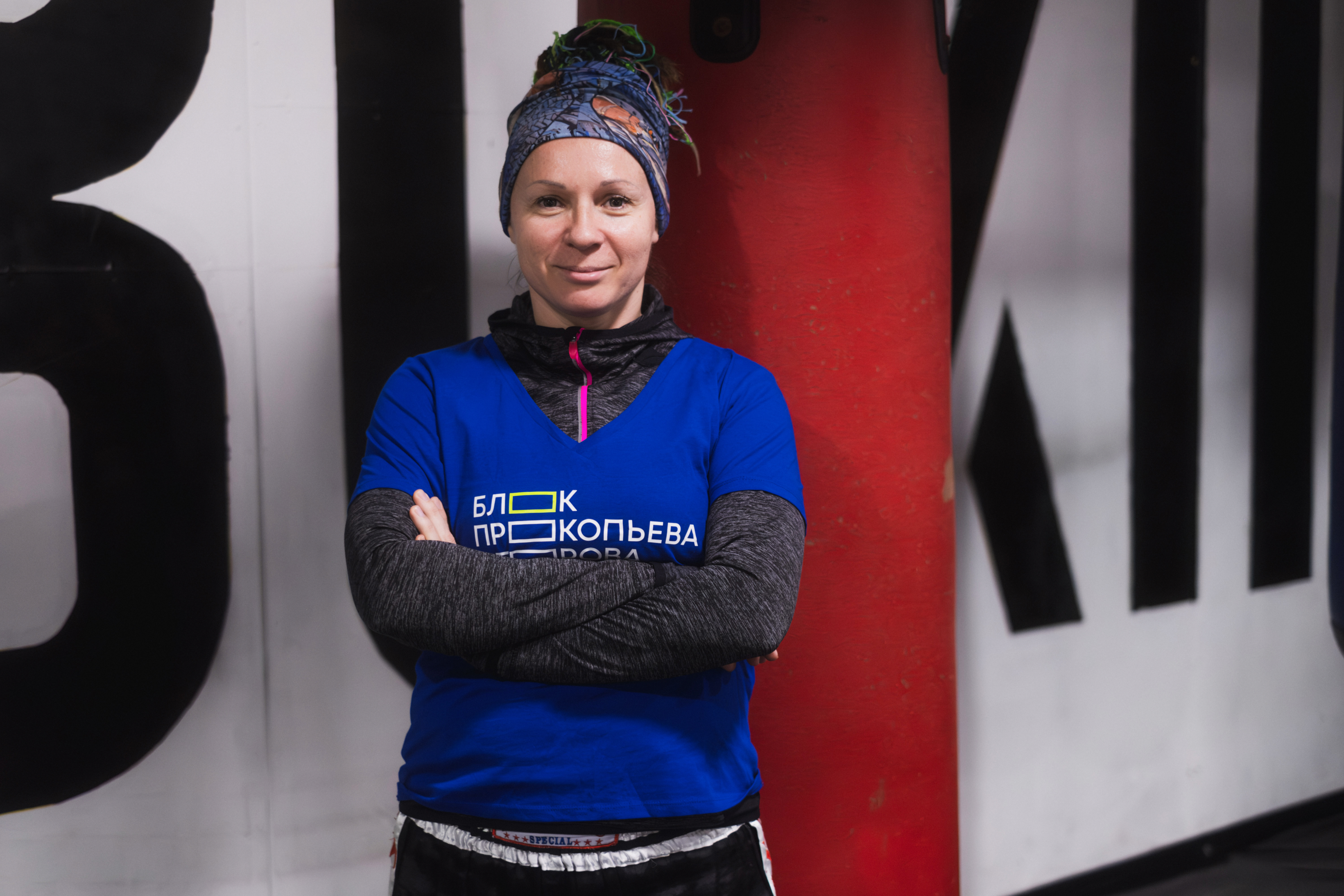

Марина Валерьевна Калинина (Зелёная) (25 января 1978, Минск, Белорусская ССР, СССР) — белорусская спортсменка, выступающая в кикбоксинге и тайском боксе, гражданская аквистка, политик, член Координационного совета белорусской оппозиции.
Заниматься тайским боксом начала в возрасте 26 лет у Евгения Добротворского в СК «Кик Файтер». В настоящее время  является организатором инициатив для белорусской диаспоры в Грузии, в том числе проекта спортивных встреч для беларусов Грузии #ГамарджобаПрывітанне. Осуществляет тренерские консультации сборной клуба MMA Warriors Tbilisi по тайскому боксу, популяризирует здоровый образ жизни среди населения Грузии и членов белорусской диаспоры в Грузии.

## Биография
Детство и юность
Дата рождения 25.01.1978, родилась и училась в Минске. Из аполитичной, простой семьи: отец — электрик, мама — работник минского метрополитена. С детства была активной и любознательной девочкой. Взросление пришлось на 90-е годы. Волонтёрила на кинологических выставках с 11 лет, работала председателем секции "Пудель", с 11 лет занималась груммингом собак и подготовкой к выставкам. Собаки имели национальные и международные награды на кинологических выставках.

## Спортивная карьера
Марина Калинина пришла заниматься к заслуженному тренеру Евгению Георгиевичу Добротворскому в возрасте, когда многие уже заканчивают спортивную карьеру. Проявив упорство и целеустремлённость, быстро достигла высокого уровня. Уже через три года, в 2007 году года выиграла чемпионат Республики Беларусь по кикбоксингу К-1 и муай-таю и завоевала бронзу на Чемпионате мира по К-1 и серебряную медаль на Чемпионате мира по муай-таю в Бангкоке. После этого тренировалась и выступала только в муай-тае. Уже на следующий год стала чемпионкой мира по муай-таю, выиграв чемпионат в Пусане (Южная Корея), проходивший в рамках Всемирных игр. В 2010 году снова выиграла Чемпионат мира по муай-таю в Бангкоке, где женская сборная Республики Беларусь впервые победила в командном зачёте. В 2011 году завоевала серебро на Чемпионате Европы по муай-таю в Турции, в спорном бою уступив местной спортсменке. В 2013 году перешла в более лёгкую весовую категорию и в последний раз стала чемпионкой страны. Завершила спортивную карьеру из-за возрастного ценза, введенного международной федерацией IFMA, ограничивающего выступления после достижения 36-летнего возраста. Работала тренером в СК «Кик Файтер».
После первых побед пример спортсменки неоднократно вдохновлял женщин реализовывать свои права на спорт. Тренеры-мужчины тоже участвовали в изменениях, начинали видеть в женщинах на ринге полноправного участника спортивной жизни. Об этом неоднократно говорили тренеры и спортсмены.

## Активистская деятельность
Завершив выступления, занималась активизмом, участвовала в просветительных и образовательных программах, знакомила общественность со своим жизненным опытом, предлагала пересматривать привычные стереотипы и мнения на её примере и примере коллег по спорту. Одинокая мама малолетнего ребёнка.
Сертифицированный организатор мероприятий для людей возраста 55+. Окончила базовый курс «правозащитник по правам человека», Вильнюс, октябрь 2022, школу лидеров Polaris, школу активистов «Ядро», курс по адвокации и курс по инклюзии от «Iншыя» и т. д.,
Принимала и принимает участие в интервью и разнообразных съемках, своим примером показывая, что женщины могут получать удовольствие от занятия разными видами спорта, что можно делать спортивную карьеру в зрелом возрасте (на момент начала выступлений являлась самой возрастной спортсменкой в своей дисциплине в возрасте 26 лет и вплоть до 40).
Организатор инклюзивных спортивных мероприятий (адаптивный бокс, дыхательные гимнастики, телесные практики, тренинги по работе с агрессией) для людей на инвалидных колясках, с особенностями психофизического развития, с особенностями по зрению и слуху.
Разрабатывала и проводила популяризирующие здоровый образ жизни и спорт мероприятия (дыхательные и суставные гимнастики, мотивирующие и ознакомительные лекции, в том числе по самообороне) для людей возраста 55+, 65+, 85+ (так называемых золотых, серебряных и платиновых возрастов), читала лекции в Университете Золотого века.
- Предания и мифы, касающиеся занятий спортом зрелыми людьми  https://youtu.be/-fMS9V9_Lqg?si=UfHjz027MhDEvgzp https://youtu.be/-fMS9V9_Lqg?si=O3Vnb6TIQ3iYduPq
- онлайн-курс “С заботой о своём теле” https://youtu.be/lZSXhAFbmaQ?si=Jw0_uaDDl2QVZIA-
- занятие онлайн-курса "С заботой о своем теле" https://youtu.be/hNyv7G2e9Xo?si=sYzNgVJcS1iPNTo9
- Первое занятие курса “С заботой о своём теле” https://youtu.be/AL87p_GzhnU?si=vCjPE8YFy-SpU6gz
- Как начать заниматься спортом после 50+ https://youtu.be/wFSvEIUOSzE?si=fT27PVDhksr17y-m
- Запретный спорт. Как начать? https://youtu.be/WAgIly5a5cI?si=nDbKzIKQ5cO-hZOe

Участвовала в организации восстановительных ретритов и мастер классов для людей, пострадавших от насилия (в том числе репрессированных режимом в Беларуси). Разработала уникальные мастер-классы по самообороне и работе с агрессией для женщин, переживших насилие.
Длительное время участвовала в организации турниров по тайскому боксу, в том числе и международных. Работала с командами волонтеров.
Многолетняя и многократная участница инициативы Живая библиотека в Беларуси.
Разработала мастер класс для педагогов и предлагала способы и решения обучения гиперактивных детей (СДВГ) в рамках проектов «Учитель для Беларуси» и «Неконференции для педагогов» (EdCamp.by). Предлагала педагогам совместно искать новые пути в образовании, давая возможность уникальным и активным детям получать образование, своим примером стимулируя педагогов на поиск непростых и уникальных решений в жёсткой системе белорусского образования.
Первая в Беларуси стала проводить инклюзивные спортивные встречи по адаптивному боксу для разных групп людей с инвалидностью и психофизическими особенностями.
Разработала уникальные тренировки по адаптивному боксу для детей и взрослых с синдромом Дауна, ДЦП.
В рамках инклюзивного проекта #явспорте организовала регулярные спортивные встречи для разных групп людей с инвалидностью, создавая тем самым условия для социализации, адаптации и интеграции этих социально уязвимых групп в среду спортивных залов Беларуси и тренеров по единоборствам. К сожалению, проект был приостановлен по причине преследования КГБ, обыска, угроз и  внезапной релокации активистки в Грузию.
Активно, но мирно выражала свою гражданскую позицию с начала протестов 2020 года - как спортсменка, является  подписантом письма "Спортсмены за честные выборы и против насилия" и "Письма за освобождение невиновного  философа Владимира Мацкевича".
К сожалению, площадки и НГО,с которыми Марина Зелёная длительно сотрудничала на территории страны - на данный момент признаны экстремистскими. Интервью в медиа активистки, правдивые рассказы о жизни в Беларуси после Протестов в Беларуси (2020—2021), повествования о нарушениях прав человека делают её нежелательным человеком в родной стране, эти действия диктатура расценивает, как опасные для себя и репрессирует активных людей посадками в тюрьму, штрафами и большими уголовными сроками, преследованием родственников, друзей и знакомых. Являясь мамой маленького ребенка, Марина понимает, что репрессии коснуться и его в случае ограничения её свободы в Беларуси.
На данный момент на спортсменку и активистку в Беларуси заведено уголовное дело (подробности неизвестны из-за выезда из Беларуси), возвращение в страну невозможно, она вынуждена обустраивать свой быт и налаживать новые социальные связи в Грузии.
В настоящее время  является организаторкой инициатив  для белорусской диаспоры в Грузии, в том числе проекта спортивных встреч для беларусов Грузии #ГамарджобаПрывітанне. Осуществляет тренерские консультации сборной клуба  MMA Warriors Tbilisi по Тайскому боксу, популяризирует здоровый образ жизни среди населения Грузии и членов белорусской диаспоры в Грузии.
С момента приезда в Грузию (март 2023г) ведёт проект #гамарджобапрывітанне. Это спортивный социальный проект, где проводятся открытые спортивные мероприятия от беларусов. Проект ставит своей целью предоставлять возможность желающим заняться спортом в комфортной, доверительной среде. Тренировки максимально доступны, проводятся в разных местах Тбилиси и Батуми, способствуют налаживанию новых связей, адаптации и социализации. Проект #гамарджобапрывітанне уже первые за два с половиной месяца своей деятельности посетило более 250 человек, в том числе уникальных около 70 человек. Уже в первый месяц проведения спортивных встреч стало понятно, что в подобных мероприятиях есть востребованность. На основании анализа посетителей_ниц было принято решение не ограничивать участников по национальному признаку, а создавать спортивное сообщество людей с демократическими ценностями  уважающих права и свободы, испытывающих потребность в физической и психологической разгрузке в благожелательной среде.
Большой пласт работы в https://racyja.com/by/palityka/pravaabaronca-kisljak-adstojvaem-pravy-belarusau-hruzii/: адвокация и проведение пикетов, создание инфоповодов в защиту прав беларусов на получение Международной защиты и своевременного рассмотрения дел, освещение нарушения прав беларусов, в том числе Женевской конвенции о беженцах.

## Спортивные достижения
Кикбоксинг:
- 2007 Чемпионат мира WAKO (Сербия) К-1  70 кг
- 2007 Чемпионат Беларуси К-1  71 кг

Тайский бокс:
- 2007 Чемпионат Беларуси  71 кг
- 2007 Чемпионат мира IFMA (Таиланд)  71 кг
- 2008 Чемпионат Беларуси  71 кг
- 2008 Чемпионат мира IFMA (Бусан, Южная Корея)  71 кг
- 2009 Чемпионат Беларуси  71 кг
- 2010 Чемпионат Беларуси  71 кг
- 2010 Чемпионат мира IFMA (Таиланд)  71 кг
- 2011 Чемпионат Европы IFMA (Турция)  71 кг
- 2011 Чемпионат Беларуси  71 кг
- 2013 Чемпионат Беларуси  67 кг